# Movistar Open 2005
Il Movistar Open 2005 è stato un torneo di tennis giocato sulla terra rossa.
È stata la 12ª edizione del Movistar Open, che fa parte della categoria International Series nell'ambito dell'ATP Tour 2005.
Si è giocato al Centro de Tenis Las Salinas di Viña del Mar in Cile,dal 31 gennaio al 7 febbraio 2005.

## Campioni

### Singolare
Gastón Gaudio ha battuto in finale  Fernando González con il punteggio di 6–3, 6–4

### Doppio
David Ferrer /  Santiago Ventura hanno battuto in finale  Gastón Etlis /  Martín Rodríguez con il punteggio di 6–3, 6–4